# Bondoufle
Bondoufle este o comună franceză situată în departamentul Loiret, în regiunea Centre-Val de Loire.
Sat cu mai puțin de trei sute de locuitori până la sfârșitul anilor 1960, când a fost integrat în proiectul noului oraș Évry, urbanizat rapid prin reședințe cu pavilioane care înconjoară târgul original și zone de activități la marginea arterelor rutiere, Bondoufle este cunoscut pentru că a găzduit în 1994 Jocurile Francofoniei pe stadionul Robert-Bobin.

## Geografie
Bondoufle este situat în regiunea Île-de-France, în nord-estul departamentului Essonne, care este complet integrat în aglomerarea pariziană, și în nord-estul regiunii naturale Hurepoix.
Teritoriul comunal ocupă șase sute șaptezeci și șase de hectare, dintre care peste 48% sunt urbanizate și construite, iar 30% și-au păstrat caracterul rural, în principal în vestul comunei. Institutul Național de Informații Geografice și Forestiere atribuie coordonatele geografice 48°36'57" Nord și 2°22'53" Est punctului central al acestui teritoriu.
Bondoufle este situat la 27 de kilometri sud-est de Catedrala Notre-Dame din Paris, punctul zero al drumurilor din Franța, 5 kilometri sud-vest de Évry, 7 kilometri vest de Corbeil-Essonnes, 10 kilometri nord-est de Arpajon, 9 kilometri sud-est de Montlhéry, 15 kilometri sud-est de Palaiseau, 15 kilometri nord-est de La Ferté-Alais, 25 kilometri nord-vest de Milly-la-Forêt, 29 kilometri nord-est de Dourdan.

### Comune limitrofe
| Fleury-Mérogis  | Ris-Orangis   | Ris-Orangis        |
| Le Plessis-Pâté |               | Évry-Courcouronnes |
| Le Plessis-Pâté | Vert-le-Grand | Lisses             |

### Hidrografie
Niciun curs de apă natural nu trece pe teritoriul Bondoufle.
Rigole au fost amenajate pentru a drena apele pe platou, în special în nord, în zona industrială Marinière, și în sud, pentru a conecta iazurile integrate astăzi în terenul de golf. Un iaz există și în parcul cartierului Trois Parts, în vest, iar mai multe bazine de retenție a apelor pluviale au fost săpate în zona de activități Bordes, în sud-vest. La extremitatea nord-estică a teritoriului trece o scurtă porțiune subterană a apeductului Vanne și Loing, care alimentează Parisul cu apă potabilă, vărsându-se în rezervorul Montsouris.

### Căi de comunicație și transport
Teritoriul municipal este traversat de diverse axe de comunicație, dintre care cel mai important este drumul național 104, numit și Francilienne, care taie teritoriul în nord cu o ieșire dedicată comunei înainte de a se alătura autostrăzii A6 în comuna vecină Ris-Orangis.
Un alt ax principal, deviat astăzi de centrul orașului pentru a forma o centură de ocolire prin sud, este drumul departamental 31, numit în comună drumul Vert-le-Grand și strada Paris și vechiul său traseu numerotat RD31e numit strada Villeroy.
În cele din urmă, în vest, târgul este accesibil prin drumul departamental 194, numit strada Libération.
Nicio cale ferată nu trece pe teritoriu, iar cele mai apropiate gări sunt cele din Bois de l'Épine din Ris-Orangis pe linia D a RER sau cea din Brétigny din Brétigny-sur-Orge pe linia C a RER.
Comuna este situată, de asemenea, la doisprezece kilometri sud-est de aeroportul Paris-Orly și la patruzeci și șase de kilometri sud-vest de aeroportul Internațional Paris–Charles de Gaulle.

### Relief și geologie
Comuna Bondoufle este situată la est de platoul Hurepoix, pe o porțiune care domină atât valea Senei la est, cât și valea Orge la nord. Teritoriul, relativ puțin marcat, se întinde între o altitudine minimă de șaptezeci și șapte de metri în sud, în apropierea iazurilor terenului de golf, și o altitudine maximă de nouăzeci și cinci de metri în nord, în pădurea Saint-Eutrope.
Cea mai mare parte a teritoriului este situată la o altitudine medie de optzeci de metri, așa cum este cazul pentru centrul orașului.
Subsolul este format din straturi succesive de marnă, calcar și argilă, tipice Bazinului Parizian.

### Climă
În 2010, clima comunei este de tipul climatului oceanic degradat al câmpiilor din Centru și Nord, conform unui studiu al Centrului Național de Cercetare Științifică (CNRS) pe baza unui set de date care acoperă perioada 1971-2000 bazat pe o serie de date din perioada 1971-2000. În 2020, Météo-France a publicat o tipologie a climatului pentru Franța metropolitană, în care comuna este expusă unui climat oceanic și se află în regiunea climatică Sud-vest a bazinului Parisian, caracterizată printr-o ploaie redusă, în special primăvara (120-150 mm) și un iarnă rece (3,5 °C).
Pentru perioada 1971-2000, temperatura anuală medie este de 11,3 °C, cu o amplitudine termică anuală de 15,4 °C. Cumulul anual mediu de precipitații este de 645 mm, cu 10,6 zile de precipitații în ianuarie și 7,7 zile în iulie. Pentru perioada 1991-2020, temperatura medie anuală observată la stația meteorologică Météo-France cea mai apropiată, situată în comuna Brétigny-sur-Orge la 6 km distanță, este de 11,9 °C, iar cumulul anual mediu de precipitații este de 628,9 mm.
Parametrii climatici ai comunei au fost estimați pentru mijlocul secolului (2041-2070) conform diferitelor scenarii de emisie de gaze cu efect de seră, bazate pe noile proiecții climatice de referință DRIAS-2020. Aceștia pot fi consultați pe un site dedicat publicat de Météo-France în noiembrie 2022.

## Urbanism

### Tipologie
La 1 ianuarie 2024, Bondoufle este clasificată ca un mare centru urban, conform noii grile comunale de densitate cu șapte niveluri definită de INSEE (Institutul Național de Statistică și Studii Economice) în 2022. Aceasta aparține unității urbane a Parisului, o aglomerație inter-departamentală care cuprinde 407 comune, dintre care face parte ca o comună din suburbii. În plus, comuna face parte din aria metropolitană a Parisului, fiind una dintre comunele de la periferie, această zonă reunind 1.929 de comune.

## Toponimie
Numele localității este atestat sub formele Bunduflum în 1136, Bondofla în secolul al XIII-lea, Bamdufla în 1483, Baudoufla, Bondoufles în 1466. La crearea comunei în 1793, numele se scria cu un „s” final, eliminat în 1801 în buletinul legilor.

## Istorie

### Sat agricol

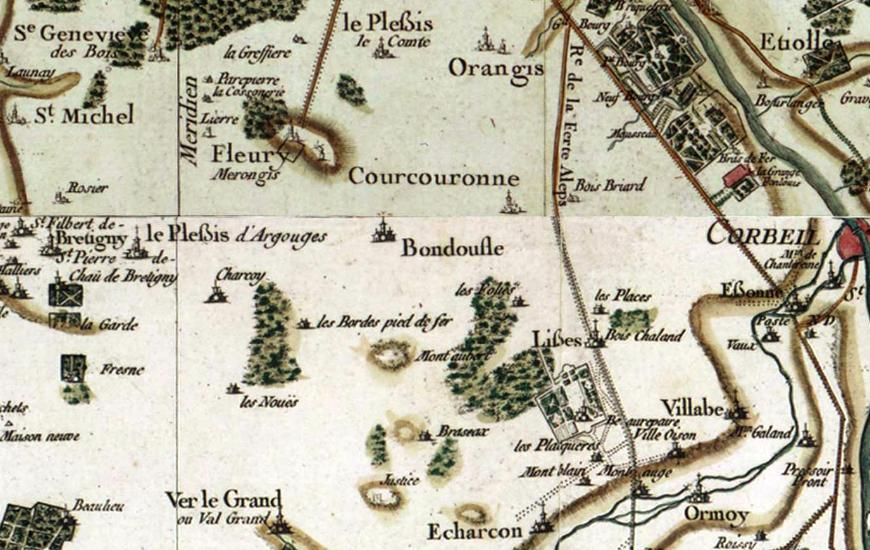
Harta Cassini a regiunii Bondoufle în secolul al XVIII-lea.

Istoria Bondoufle este cea a unui sat rural din Île-de-France, ferit de drumurile comerciale. Domeniul, exclusiv agricol, este deținut în secolul al XI-lea de călugării de la Bazilica Notre-Dame-de-Bonne-Garde din Longpont. În această perioadă este construită biserica Saint-Denis. În jurul anului 1340, François de Montaigne își donează pământurile călugărilor celestini din Paris. Sub domnia lui Carol al VII-lea, domeniul este legat de cel al Écharcon sub conducerea seniorului Yvon de Karmazet.

### Oraș nou
La începutul anilor 1960, guvernul decide construcția de orașe noi, cu amplasarea unuia dintre ele pe teritoriul Évry și împrejurimi.
În 1964, se formează un club omnisport sub numele Bondoufle Amical Club.
În 1966 este creat sindicatul intercomunal de studiu și amenajare a regiunii Évry, apoi în 1969 instituția publică de amenajare a noului oraș Évry. Comuna avea atunci mai puțin de trei sute de locuitori.
În 1969, compania de sport din Franța achiziționează aproape o sută de hectare pe comunele Bondoufle și Ris-Orangis pentru a stabili hipodromul Bondoufle, care găzduiește prima sa cursă în 1972. În 1989 se deschide biblioteca asociativă. Din 1990 până în 1993, biserica este restaurată. În 1993 este amenajat stadionul Robert-Bobin pentru a găzdui Jocurile Francofoniei din 1994.

## Populația și societatea

### Date demografice
Evoluția numărului de locuitori este cunoscută prin recensămintele populației efectuate în comună începând din 1793. Pentru comunele cu mai puțin de 10 000 de locuitori, un recensământ al întregii populații este realizat la fiecare cinci ani, populațiile legale pentru anii intermediari fiind estimate prin interpolare sau extrapolare.
În 2022, comuna număra 10 833 locuitori, în creștere cu +15,77 % față de 2016 (Essonne: +2,89 %, Franța fără Mayotte: +2,11 %).
| An        | 1793 | 1821 | 1841 | 1851 | 1876 | 1886 | 1901 | 1921 | 1936 | 1962 | 1982  | 2006  | 2014  | 2022   |
| --------- | ---- | ---- | ---- | ---- | ---- | ---- | ---- | ---- | ---- | ---- | ----- | ----- | ----- | ------ |
| Populație | 186  | 193  | 186  | 223  | 256  | 234  | 189  | 162  | 170  | 261  | 8 120 | 9 477 | 9 132 | 10 833 |

## Personalități
- Arthur Fils, jucător de tenis francez, s-a născut în Bondoufle.